# Vliegtuigvleugel-arrest
Het arrest Fokker/Zentveld (HR 5 januari 1968, NJ 1968/102), ook bekend als Vliegtuigvleugel-arrest, is een civielrechtelijk arrest van de Nederlandse Hoge Raad dat werd gewezen onder het Oud BW en betrekking heeft op de aansprakelijkheid voor schade die is ontstaan bij het verplaatsen van een vliegtuigvleugel.

## Samenvatting
Fokker heeft Zentveld tegen uurtarief ingehuurd, om met zijn hijskraan een vliegtuigvleugel van een dekschuit naar een vrachtwagen te verplaatsen. Ten gevolge van een brekende bout van de kraan viel tijdens het hijsen de vleugel, met 120.000 gulden schade tot gevolg. De oorzaak was een verborgen gebrek in de bout, waarmee Zentveld niet bekend was of hoefde te worden geacht. De Hoge Raad stelt, dat er géén algemene regel is dat men instaat voor de zaken waarvan men zich bij de uitvoering van een overeenkomst bedient. De Hoge Raad acht Zentveld niet aansprakelijk.

## Casus
Het arrest gaat om schade die is ontstaan bij het verplaatsen van een vliegtuigvleugel. Vliegtuigfabriek Fokker heeft in 1959 de heer Zentveld met zijn hijskraan ingehuurd om tegen een uurtarief van 17,50 gulden (een deel van) een vliegtuigvleugel van een dekschuit naar een vrachtwagen te takelen. Toen de vleugel in de lucht hing, brak een bout van de kraan en viel de vleugel, met een schade van 120.000 gulden tot gevolg. Bij onderzoek bleek dat de bout inwendig was verzwakt door verontreiniging en grofkorreligheid. Vast staat dat Zentveld dit niet had kunnen weten, omdat de ondeugdelijkheid van het materiaal uitwendig niet was te constateren. De schade krijgt Fokker vergoed van zijn verzekeraar, Generali, die wordt gesubrogeerd in de verhaalsrechten van Fokker. Generali spreekt Zentveld aan uit wanprestatie.

## Procesgang
De vordering van Generali is door de rechtbank afgewezen. Dit vonnis is in hoger beroep door het hof vernietigd, terwijl de vordering is toegewezen. Dit arrest is in cassatie weer vernietigd, met doorverwijzing van het geding naar een ander hof.

## Hoge Raad
De Hoge Raad heeft het niet vanzelfsprekend geacht het risico voor rekening van Zentveld te laten komen, mede gezien de geringe tegenprestatie van de kant van Fokker (slechts f 17,50 per uur). De Hoge Raad overwoog:

dat de vraag of en in hoever de schuldenaar voor de gebreken van zodanige zaken aansprakelijk is, naar de aard van de overeenkomst, de verkeersopvattingen en de redelijkheid moet worden beantwoord; dat ook bij overeenkomsten als de onderhavige, waarbij een resultaat is toegezegd voor het bereiken waarvan de schuldenaar zich zou moeten bedienen van werktuigen, die, indien zij falen, aan de wederpartij een ernstige schade kunnen berokkenen, de aard der overeenkomst, de verkeersopvattingen of de redelijkheid kunnen meebrengen dat de schuldenaar die aantoont dat dit falen door hem niet kon worden voorzien, niet het gevolg was van een gebrek aan zorg bij de aanschaffing, het onderhoud en de controle aan het werktuig besteed en ook overigens niet aan zijn schuld te wijten was, voor de door dat falen ontstane schade niet aansprakelijk is;

dat dit in het bijzonder het geval kan zijn, indien het falen van het werktuig aan de wederpartij een schade kan berokkenen van een dergelijke omvang dat het, gezien de in verhouding daartoe geringe hoogte van de door de schuldenaar genoten contra-prestatie,
onredelijk zou zijn de schuldenaar het risico daarvan te doen dragen;

dat in dergelijke gevallen ook in de omstandigheid dat het de schuldeiser was die zich voor een dergelijke schade door verzekering had gedekt, een aanwijzing kan worden gevonden dat naar verkeersopvattingen het desbetreffende risico voor zijn rekening was;